# Allians för ett nytt Kosovo
Allians för ett nytt Kosovo är ett politiskt parti i Kosovo som bildades 2006 av schweiziske affärsmannen Behgjet Pacolli, ägare till byggföretaget Mabetex.